# Брисел ерлајнс
Брисел ерлајнс (Brussels Airlines) је белгијска национална авио-компанија са седиштем у Бриселу.

## Флота
Флоту Брисел ерлајнса чине:
- 3 Ербас А319
- 4 Ербас А330
- 32 BAe 146
- 10 Боинг 737